# Lê Cảnh Tuân
Lê Cảnh Tuân (chữ Hán: 黎景詢; 1350-1416?), tự là Tử Mưu (字謀), là một nho sĩ sống vào khoảng thời gian cuối đời Trần, trải qua đời Hồ và đầu thời Minh thuộc trong lịch sử Việt Nam.

## Tiểu sử
Lê Cảnh Tuân người làng Mộ Trạch, huyện Đường An, trấn Hải Dương xưa (nay thuộc xã Tân Hồng, huyện Bình Giang, tỉnh Hải Dương). Tuy nhiên, nguyên quán của ông lại là ở hương Lão Lạt, huyện Thống Bình, châu Ái, trấn Thanh Đô (nay thuộc huyện Hậu Lộc, tỉnh Thanh Hóa), sau mới dời ra nơi ấy.
Sách Lịch triều hiến chương loại chí của Phan Huy Chú cho biết Lê Cảnh Tuân đỗ thi Hương (cử nhân) khoảng năm Xương Phù (niên hiệu của Trần Phế Đế, ở ngôi: 1377-1388).
Đến năm 1381, thì ông đỗ Thái học sinh (được xem là tương đương học vị Tiến sĩ sau này) .
Đầu năm 1400, Hồ Quý Ly truất ngôi Trần Thiếu Đế, tự lên ngôi vua, lập nên nhà Hồ. Tức giận, ông bày mưu khuyên bạn thân là Bùi Bá Kỳ (một tỳ tướng của Trần Khát Chân) sang Yên Kinh (Bắc Kinh, Trung Quốc ngày nay) xin quân đánh Hồ.
Năm 1406, nhà Minh mượn cớ "phù Trần diệt Hồ" sang xâm lược nước Việt. Do Bá Kỳ làm tiên phong dẫn đường , ngày 12 tháng 5 (âm lịch) năm Đinh Hợi (1407), Hồ Quý Ly và hai con (Hồ Nguyên Trừng và Hồ Hán Thương) đều bị quân đối phương bắt sống tại Kỳ La (Kỳ Anh, Hà Tĩnh), rồi bị áp giải về Kim Lăng (Nam Kinh, Trung Quốc). Kể từ đó, nhà Hồ mất, cả nước Việt rơi vào ách thống trị của nhà Minh.
Lập được công lớn, Bùi Bá Kỳ được nhà Minh cho làm chức Hữu tham nghị. Thất vọng vì biết vua quan nhà Minh không có ý định tái lập nhà Trần, năm Hưng Khánh thứ nhất (1407) đời vua Giản Định Đế, ông viết Vạn ngôn thư (Bức thư một vạn chữ) khuyên Bùi Bá Kỳ yêu cầu nhà Minh giữ lời hứa (xem bức thư ở bên dưới).
Gặp khi Bá Kỳ vì cớ khác phải tội , quân Minh đến khám nhà Bá Kỳ bắt được bức thư của ông, nên truy lùng bắt tác giả. Lê Cảnh Tuân phải đổi tên đi trốn một thời gian.
Năm 1411, quân Minh lập Giao Châu học hiệu tại Thăng Long, ông muốn đến xem. Nghe con ông thiết tha ngăn cản, ông nói: 
Nhà ta đời đời ăn lộc (nhà Trần). Một bức thư "Vạn ngôn" đã tiết lộ không thành. Nay ta hết lòng thành báo nước, dù chết còn vinh, tiếng trung nghĩa muôn đời còn ghi ở sử xanh. Ta có sợ gì.
Nói rồi ông giả làm người khách đến chơi, nhận chức dạy học với ý định ngầm thu phục chí sĩ để tính việc phục quốc. Việc bại lộ, ông và người con là Lê Thái Điền đều bị quân Minh bắt giải về Yên Kinh (Bắc Kinh). Minh Thành Tổ hỏi ông rằng: "Mày khuyên Bá Kỳ âm mưu làm phản. Vì sao vậy?" Ông nói: "Người Nam thì mong nước Nam còn. Chó ông Trích thì cắn người không phải chủ nó. Hỏi làm gì?"
Theo Lịch triều hiến chương loại chí và Đại Việt sử ký toàn thư, vua Minh tức giận, giam cha con ông vào ngục Kim Lăng (Nam Kinh), được 5 năm (1416) thì đều mắc bệnh chết. Tuy nhiên, Từ điển bách khoa Việt Nam lại cho rằng cha con ông mất ở Yên Kinh (Bắc Kinh).</ref>.

## Tác phẩm

### Thơ
Sinh thời, Lê Cảnh Tuân có làm thơ để tỏ chí. Hiện còn 12 bài thơ chép trong Việt âm thi tập của Lý Tử Tấn và Toàn Việt thi lục của Lê Quý Đôn:
1. Nguyên Nhật: Ngày đầu năm
2. Cán Châu giang trung phùng tiên tỉ kỵ nhật: Trên sông Cán Châu gặp ngày giỗ mẹ
3. Chí nhật thư hoài: Nỗi lòng ngày chí nhật
4. Chu trung vịnh hoài: Vịnh nỗi lòng lúc trên thuyền
5. Giang trung phùng lập xuân nhật: Trên sông gặp ngày lập xuân
6. Mông Lý dịch ngẫu thành: Ngẫu hứng ở trạm Mông Lý
7. Nam Hải huyện Tư Giang dịch dạ bạc: Đêm ghé thuyền ở trạm Tư Giang, huyện Nam Hải
8. Nguyên nhật giang dịch: Ngày tết ở trạm dịch trên sông
9. Quá Nam Xương phủ Đằng Vương các cố chỉ: Qua nền cũ gác Đằng Vương phủ Nam Xương
10. Tiên tổ kỵ nhật hữu cảm: Cảm xúc nhân ngày giỗ tổ tiên
11. Vô ý
12. Xuân nhật hỷ tình: Ngày xuân vui cảnh trời quang

Số thơ này phần lớn ông làm khi ở Trung Quốc, lời thường buồn thảm, nói chuyện nhớ nước, nhớ nhà, than thở sống không gặp thời, những điều muốn thi thố cho nước đều không thành .

### Vạn ngôn thư
Tác phẩm nổi tiếng nhất của Lê Cảnh Tuân là Vạn Ngôn thư, nhưng nay đã thất lạc. Hiện chỉ còn một đoạn trích ở trong sách Lịch triều hiến chương loại chí, phần "Bề tôi tiết nghĩa". Đoạn thư ấy như sau:. 
...Nhà Minh đã sắc phong cho ngài theo quân họ sang đánh, chờ bắt được nhà Hồ, chọn lập con cháu họ Trần, gia thêm tước để giúp nước. Thế mà nay chỉ thấy họ lập ty Bố chánh, phong ngài tước cao, còn nhà Trần thì chỉ cho người quét dọn miếu thờ. Vậy nếu ngài có thể lại tâu lên, xét lời nói của các quan lại, kỳ lại bày tỏ việc con cháu họ Trần chưa tuyệt, để họ tuyên chiếu khác sắc phong cho họ Trần. Đấy là thượng sách. Không thể thì ngài xin thôi chức, chỉ xin làm viên quan coi miếu nhà Trần, đấy là trung sách. Còn nếu ngài nhận chức quan cao, ăn lộc nhiều, thì là hạ sách vậy. Như ngài theo thượng sách, thì tôi xin làm các vị nhân sâm, cam thảo, chỉ xác, trần bì sung vào giỏ thuốc để cho ngài dùng. Theo trung sách thì tôi xin bưng khay chén đi lại trong miếu cũng để ngài sai bảo. Còn nếu theo hạ sách thì tôi sẽ đi cày ruộng nơi tịch mịch, nhàn hạ, để cho trọn những năm sống thừa mà thôi...
Sau khi đọc ba phương sách trong bức thư này, sử gia Ngô Sĩ Liên đã khen rằng: "ba phương sách của Cảnh Tuân có khí khái của bậc trượng phu".
Sử gia thời hiện đại là Nguyễn Khắc Thuần cũng đã đánh giá như sau :
...Viết "Vạn ngôn thư" để giãi bày tâm huyết của một người giàu lòng trung quân ái quốc và phân tích lẽ thiệt hơn với kẻ lầm đường, khiến mạng sống của người viết bị đe dọa.
Bút sa người chết. Song, chết mà để lại được một "vạn ngôn thư", khiến cho muôn đời đều hiểu được nỗi ưu thời mẫn thế của mình, đã mấy ai trường thọ mà làm được! Kính thay!

## Hậu duệ và ghi công
Người con thứ của ông là Lê Thiếu Dĩnh theo Lê Lợi tham gia khởi nghĩa Lam Sơn rồi trở thành văn thần của nhà Hậu Lê. Cháu nội ông là Trạng nguyên Lê Nại và Hoàng giáp Lê Tư, chắt nội là Hoàng giáp Lê Quang Bí nhà Mạc.
Đương thời Đặng Minh Khiêm (1470 - 1532), một danh thần đời Lê sơ, cũng có thơ khen rằng:
Thượng tướng kiếm sắt nhất thư sinh,
Tam sách quyền quyền hứa quốc tình.
Vạn lý lỗ đình chung bất khuất,
Phụ trung tử hiếu lưỡng thành danh.
Tạm dịch:
Gươm đàn tường bản một thư sinh,
Cứu nước trong thơ đã hiến mình.
Muôn dặm trước thù không chịu khuất,
Cha trung con hiếu thảy lừng danh.
Đến đời Nguyễn, danh thần Phan Huy Chú đã trân trọng xếp Lê Cảnh Tuân vào nhóm Bảy bề tôi tiết nghĩa đời nhà Trần trong bộ sách Lịch triều hiến chương loại chí của ông .
Gần đây, Từ điển nhân vật Việt Nam cũng đã nhận xét ông là "một chí sĩ vừa có tài thơ văn, lại có khí tiết" 
Tên Lê Cảnh Tuân hiện được đặt cho một con đường ở quận Tân Phú, Thành phố Hồ Chí Minh và một con đường ở quận Sơn Trà, Đà Nẵng.

## Sách tham khảo
- Ngô Sĩ Liên, Đại Việt sử ký toàn thư (Tập 2, bản dịch). Nhà xuất bản Khoa học Xã hội, Hà Nội, 1985.
- Phan Huy Chú, Lịch triều hiến chương loại chí (Tập 1, bản dịch). Nhà xuất bản Khoa học Xã hội, Hà Nội, 1992.
- Nguyễn Huệ Chi, mục từ "Lê Cảnh Tuân" trong Từ điển văn học (bộ mới). Nhà xuất bản Thế giới, 2004.
- Nguyễn Đăng Na, Văn học thế kỷ X-XIV. Nhà xuất bản Khoa học Xã hội, Hà Nội, 2004.
- Nguyễn Q, Thắng-Nguyễn Bá Thế, Từ điển lịch sử nhân vật Việt Nam, mục từ Lê Cảnh Tuân. Nhà xuất bản Khoa học Xã hội, 1992.
- Nhiều người soạn, Từ điển bách khoa Việt Nam, mục từ "Lê Cảnh Tuân" (bản điện tử).
- Nguyễn Khắc Thuần, Việt sử giai thoại, tập 4 - Thời Hồ và thời thuộc Minh, Nhà xuất bản Giáo dục, 2007